# Gregory Sierra
Gregory Joseph Sierra (New York, 1937. január 25. – Laguna Woods, Kalifornia, 2021. január 4.) amerikai színész.

## Fontosabb filmjei
Mozifilmek
- A majmok bolygója 2 (Beneath the Planet of the Apes) (1970)
- Fejjel a falnak (Getting Straight) (1970)
- Red Sky at Morning (1971)
- Machismo: 40 Graves for 40 Guns (1971)
- Pocket Money (1972)
- Tűzkeresztség (The Culpepper Cattle Co.) (1972)
- Az Isten haragja (The Wrath of God) (1972)
- A sakkozó tolvaj (The Thief Who Came to Dinner) (1973)
- The Clones (1973)
- Pillangó (Papillon) (1973)
- A nevető rendőr (The Laughing Policeman) (1973)
- The Castaway Cowboy (1974)
- Pokoli torony (The Towering Inferno) (1974)
- Goodnight Jackie (1974)
- Mean Dog Blues (1978)
- Királyi zűr (The Prisoner of Zenda) (1979)
- Magánháború (Let's Get Harry) (1986)
- The Trouble with Spies (1987)
- Az alvilág mélyén (Deep Cover) (1992)
- Drágám, a kölyök (marha)nagy lett (Honey I Blew Up the Kid) (1992)
- Nagy durranás 2. – A második pukk (Hot Shots! Part Deux) (1993)
- Szimatnak szemét, szemétnek szimat (A Low Down Dirty Shame) (1994)
- The Wonderful Ice Cream Suit (1998)
- John Carpenter – Vámpírok (Vampires) (1998)
- Maffia! (Mafia!) (1998)
- A szél másik oldala (The Other Side of the Wind) (2018)

Tv-filmek
- Weekend of Terror (1970)
- The Night They Took Miss Beautiful (1977)
- Evening in Byzantium (1978)
- The Night the Bridge Fell Down (1983)
- A nagy hazárdőr 2. (Kenny Rogers as The Gambler: The Adventure Continues) (1983)
- Fedőneve: Táncos (Her Secret Life) (1987)
- A donor (Donor) (1990)

Tv-sorozatok
- Mission: Impossible (1970–1972, négy epizódban)
- San Francisco utcáin (The Streets of San Francisco) (1973, egy epizódban)
- Columbo (1974, egy epizódban)
- Petrocelli (1974, egy epizódban)
- Sanford and Son (1972–1975, 12 epizódban)
- Barney Miller (1975–1976, 35 epizódban)
- Soap (1980–1981, 12 epizódban)
- Magnum (1987, egy epizódban)
- MacGyver (1985–1990, három epizódban)
- Gyilkos sorok (Murder, She Wrote) (1985–1995, hat epizódban)
- Walker, a texasi kopó (Walker, Texas Ranger) (1995, egy epizódban)